# Víctor Gil
Víctor Gil (Madrid, 1977) es un cantautor y activista transexual y persona no binaria. Es conocido con el nombre artístico de Viruta en la actualidad, y antes como Viruta FTM. Es además colaborador del coro de Voces LGTB de Madrid.

## Obra
Víctor Gil inicia su trayectoria dando conciertos en pequeñas salas de Madrid. También publicó vídeos en YouTube. Sus primeras canciones son versiones personales de temas famosos y comerciales de Hombres G, El sueño de Morfeo o Extremoduro. Más adelante, comienza a componer letras reivindicativas, transfeministas y contra el amor romántico. Una de las primeras canciones con cientos de miles de reproducciones fue Peras y manzanas, cuyo primer vídeo publicado en YouTube es de 2013; el propio Viruta la define como una «canción de amor queer». La canción apareció en el documental de 2014 El sexo sentido de TVE.
También dedica la canción I'm slut a la Marcha de las Putas de Ecuador, versionando I'm yours de Jason Mraz y graba el ′ feminista Privilegios masculinos 2.0 colaborando con Z, Lúa y Sagaris.
En 2015 lanza su álbum Pasión Mutante con diez canciones, que incluye Peras y manzanas y Privilegios masculinos, además de otros temas como Normal es un programa de mi lavadora, en el que reflexiona sobre el concepto social de normalidad, o El pedestal, en el que critica las luchas de poder personalistas en los movimientos sociales. En el álbum juega con diversos géneros musicales, bossa nova, country o hip hop, que cambian incluso dentro de los mismos temas.
El proyecto fue financiado a través de una campaña de micromecenazgo, que fue destinada a la vez a financiar su mastectomía, la operación para quitarse los pechos. De ahí que la campaña se titulara Sin tetas no hay para disco.
También en 2015, y durante 3 años consecutivos, participa en el Orgullo Trans de Sevilla, compartiendo escenario con artistas como Nova Bastante o Falete. Viruta también ha apoyado al colectivo de trabajadoras sexuales transexuales y cisgénero. Así, Hetaira lo invitó en ese mismo año a la Lumigala, su gala 20 aniversario.
Ya en 2016, RTVE vuelve a contar con Viruta en el programa A punto con La 2 para participar en el matinal en una entrevista y cantar en directo. Además, actúa en la apertura del festival de Cine LGTBI Zinegoak, en el Teatro Arriaga de Bilbao.
El Movimiento Feminista de Madrid le encarga en 2017 la composición de un tema que pueda servir de himno de cierre de la manifestación de la huelga feminista del 8 de marzo de 2017. El tema, titulado Merengue feminista, también se usó para cerrar manifestaciones del 8M desde Huesca hasta Oaxaca, México.
Como parte de las actividades de celebración Orgullo Mundial, que se celebró en 2017 en Madrid, Viruta participó en una serie web  de la directora Shu Lea Cheang. Fue coprotagonista en el segundo capítulo, titulado Un encuentro sobre ruedas, junto con Soledad Arnau.
También escribió el guion, produjo y dirigió el espectáculo Trans Cabaret, basado en una fórmula realizada en Barcelona. Esta versión se interpreta en el Teatro del Barrio en Lavapiés y, en ella, participan exclusivamente artistas trans. En él, cuenta con la cantante Alicia Ramos o la humorista e ilustradora Elsa Ruiz. Ese mismo año organizó dos ediciones del Katanian Fest, un festival de música transfeminista, en el Café La Palma de Madrid.
En el año 2018 Viruta participó en el concurso televisivo Got talent interpretando su canción Peras y manzanas. Su presentación —«No soy hombre ni mujer, soy marciano»—, su aspecto con un disfraz de marciano con orejas de conejo y la reacción del jurado fueron un tema polémico. Su actuación, como en otras ocasiones, estaba orientada a denunciar la discriminación de las personas LGTBI.
Estrenó junto al coro de Voces LGTB de Madrid el musical La pasión de Marsha en el teatro de La Latina. La obra aborda la trayectoria vital de Marsha P. Johnson, mujer trans negra y figura clave de las revueltas de Stonewall, de las que en 2019 se cumplieron 50 años. Viruta compuso para la obra varias piezas originales, adaptó otras, diseñó la escenografía y coreografías y coescribió el guion, entre otras responsabilidades.
En abril de 2019 participó en el reportaje Vida en Trans, del programa Crónicas de RTVE. En junio, en el informativo de la noche de La 2 Noticias, interpretó su canción S.T.A.R. (Street Transvestites Action Revolutionaries), titulada así en homenaje al nombre de la organización en la que militaban las activistas transexuales Marsha P. Jhonson y Sylvia Rivera.
En 2021 apareció como protagonista del cortometraje (A)normal, dirigido por Miguel Parra y seleccionado en numerosos festivales nacionales e internacionales, que trata sobre la presión social que viven las personas trans en su vida cotidiana. El corto, de 12 minutos y medio de duración, retrata una situación en el vestuario de un centro deportivo. Además de ser el protagonista, Víctor Gil participa en la banda sonora con su canción Cuerpos en rebeldía.
En abril de 2022 formó parte del elenco de intérpretes en la lectura dramatizada de una adaptación del texto de Paul B. Preciado Yo soy el monstruo que os habla. Informe para una academia de psicoanalistas, desarrollada en el Centro de Cultura Contemporánea Cuartel del Conde-Duque de Madrid, donde volvió a escenificarse en marzo de 2023.

## Reconocimientos
- 2018. Premio Rosario Miranda. Categoría “Influencer”. Otorgado por la asociación Algarabía en Tenerife.[30]
- 2018. Premios Látigos y Plumas. Categoría Pluma de las Artes. Concede FELGTB.[31]
- 2021. Premio, junto a Rubén Frías, a la mejor interpretación por el corto (A)normal. International Shorts Film Festival (ISFF) de Melbourne, Australia.[32]
- 2022. Premio Astarté al mejor actor por el corto (A)normal. 5.ª Edición del Festival de Cine de Ibiza Ibicine.[33]